# 高見泰地
高見 泰地（〈髙見 泰地〉たかみ たいち、1993年7月12日 - ）は、将棋棋士。石田和雄九段門下。棋士番号は284。愛知県名古屋市生まれ、神奈川県横浜市出身。横浜市立田奈小学校、立教新座中学校・高等学校、立教大学文学部史学科卒業。

## 棋歴
幼稚園時代に、父親に買ってもらったボードゲームセットに将棋が含まれていたことが、将棋を覚えたきっかけである。
2005年4月、6級で奨励会に入会。以後順調に昇級・昇段を続け、2010年1月に三段に昇段し、2010年度前期（第47回）より三段リーグに参加。2期目となる2010年度後期（第48回）は自身が連勝し、門倉啓太及び阿部光瑠が揃って連勝しなければ四段昇段が見込める状態で最終日を迎えたが、自身が連敗したため四段昇段はならなかった。
3期目となる2011年度前期（第49回）で、前半9局を8勝1敗でトップ独走の状態から逃げ切り、最終的に13勝5敗・1位の成績を修め、四段昇段（プロ入り）。この間、第1回加古川青流戦に奨励会三段として参加し、2回戦で田中悠一、3回戦で西川和宏（いずれもプロ四段）に勝利し、ベスト8に進出した。（準々決勝では船江恒平四段に敗れる。）
プロ入り以降、竜王戦においては6組に在籍していた2013年度（第26期）ランキング戦を4回戦で敗北後、昇級者決定戦を勝ち抜き5組昇級。続く2014年度（第27期）ではランキング戦を勝ち続け、準決勝の村田顕弘戦（2014年5月23日）に勝利した時点で4組昇級を決定、同時に竜王戦の昇段規定に基づき五段に昇段。当期竜王戦では決勝の菅井竜也戦（2014年5月26日）にも勝ち、初のタイトル戦本戦出場を決めた。2019年度（第32期）は4組昇級者決定戦で谷川浩司戦（2019年11月7日）に勝利し、3組への昇級を決めた。
テレビ棋戦においても、2013年度（第63回）NHK杯の予選を通過し、本戦出場。同棋戦では2016年度（第66回）でも予選を通過し、再度の本戦出場。1回戦でA級八段の稲葉陽に勝ち、棋士人生6年目で初めてA級在位中の棋士からの白星を挙げると同時に、全棋士出場棋戦の本戦において初白星。2013-2014年度（第22期）銀河戦でもブロック内で最多連勝（3連勝）を記録し、決勝トーナメントに出場。第30期銀河戦では決勝で藤井聡太竜王に敗れ準優勝。
第3期叡王戦本戦で豊島将之、渡辺明、丸山忠久を破り、決勝七番勝負に進出。叡王戦は第3期からタイトル戦に昇格したため、決勝戦進出がタイトル挑戦に準じる扱いとされ、六段に昇段した。対戦相手の金井恒太は、高見と同じくタイトル初挑戦であった。高見は決勝七番勝負を4連勝で制して初代叡王に輝き

、昇段規定「タイトル1期」を満たして七段に昇段した。なお、順位戦C級2組在籍者のタイトル獲得は、1992年（第33期）王位戦の郷田真隆以来、高見が2人目となった。
第4期叡王戦は永瀬拓矢の挑戦を受け、0勝4敗でタイトルを失冠した。
順位戦ではプロ入り後、昇級と縁のない期間が続いていたが、第78期で9勝1敗の好成績でクラス1位となり、C級1組への昇級を決めると、続く第79期においても8勝2敗の成績でクラス3位となり、B級2組への昇級を決めた。昇級決定後のインタビューではタイトル経験者でありながらC級に留まっていた期間について、プレッシャーと負い目を感じていたと述懐している。
第35期竜王ランキング戦3組決勝で菅井竜也を破り、27期（2014年度)以来のランキング戦優勝を果たし、決勝トーナメント進出と2組昇級を決めた。
第82期順位戦B級2組では8勝2敗で2位の成績をあげ、B級1組へ昇級。

## 棋風
本人によると、矢倉囲い及び居飛車穴熊を得意とする。

## 人物
本来の名前の表記は「髙見」（高の字が「はしご高」）であり、「将棋世界 2023年12月号付録・現役棋士ポケット名鑑2023年秋版（上巻）」、かつての棋士紹介ページや叡王時の揮毫、「将棋世界2020年4月号」において「はしご高」の「髙見」での表記が確認された。2016年9月以降の日本将棋連盟ウェブサイトにおいては主に「高見」の表記が用いられているが、サイト内の一部では「髙見」が用いられている。
メガネをかけていた当時、同じく将棋棋士でメガネをかけていた増田康宏に風貌がよく似ていると言われる事があった。その増田康とは、第47期新人王戦の本戦3回戦で対戦した（結果は負けで、増田康はそのまま優勝）。双方向のやりとりが出来るネット中継では、「増田君じゃないですよ」と視聴している将棋ファンにジョークで語る事もあった。2017年大晦日のニコニコ生放送特別番組「DJ糸谷哲郎＜ダニー＞と将棋棋士＜フレンズ＞の大忘年会SP」において増田康と「新鋭大晦日対局・『君の名は』」と銘打って対局をすることになったが、その冒頭、棋譜読み上げ担当の貞升南から「先手、増田五段」と素で間違われるハプニングがあった（結果は高見の勝ち）。なお、増田康のほうが身長は高見より頭一つほど上であるため、二人が並べば区別は容易である。また、増田康は2019年よりコンタクトレンズを常用するようになり、2019年のNHK杯戦ではコンタクトレンズの増田康とメガネの高見で対戦もあったが、高見も2020年よりメガネなしでテレビやネット配信番組に登場するようになった。
同世代の八代弥とは「親友にしてライバル」と評されており、他の棋士からも「二人の仲の良さは入り込めない」と言われている。本人曰くライバルは「（名字の頭に）八と三がそれぞれ付く人」と「あとは斎藤慎太郎さん」。特に「八と三がつく人」とはLINEグループでやり取りをしているが「普段はくだらないやり取りしかしない」とのこと。本人曰く「年が同じなだけの腐れ縁」。
2018年2月17日に行われた朝日杯将棋オープン戦で藤井聡太が最年少六段記録を更新した際に、AbemaTV現地リポーターとして号外を入手した。
横浜市出身であることからプロ野球は横浜DeNAベイスターズファン。三浦大輔のユニフォームを着て試合観戦に行くところで呼び出しを受け、AbemaTVの中継にユニフォーム姿で出演したことがある。
2018年現在は横浜市青葉区在住で、同区出身の森内俊之が設立した「青葉将棋クラブ」に時々顔を出す。2018年度神奈川文化賞未来賞を受賞した。
2019年4月から2022年3月まで、都成竜馬・向井葉月（乃木坂46）とともにNHK Eテレ「将棋フォーカス」の司会を担当した。
叡王失冠の頃に支えとした言葉は、喜劇王チャップリンの「人生はクローズアップで見れば悲劇だが、ロングショットで見れば喜劇である」。また、ほかの好きな言葉は、ナポレオンの「生きたいと思わねばならない。そして死ぬことを知らねばならない」。

## 昇段履歴
昇段規定は将棋の段級を参照。
- 2005年04月00日 : 6級 = 奨励会入会（小学6年）
- 2005年08月00日 : 5級
- 2005年12月00日 : 4級
- 2006年06月00日 : 3級（中学1年）
- 2006年11月00日 :  2級
- 2007年08月00日 : 1級（中学2年）
- 2007年12月00日 : 初段
- 2008年06月00日 : 二段（中学3年）
- 2010年01月00日 : 三段（第47回奨励会三段リーグ＜2010年度前期＞から参加、高校1年）
- 2011年10月01日 : 四段（第49回奨励会三段リーグ1位） = プロ入り（高校2年）
- 2014年05月23日 : 五段（竜王ランキング戦連続2回昇級）
- 2018年01月29日 : 六段（五段昇段後タイトル挑戦=第3期叡王戦決勝七番勝負出場＜タイトル挑戦に準ずる＞[31]）
- 2018年05月26日 : 七段（タイトル1期=第3期叡王獲得）

## 主な成績

### タイトル履歴・棋戦優勝
獲得タイトル
- 叡王 1期（第3期 = 2017年度）

タイトル獲得 合計 1期
タイトル戦登場
- 叡王 2回（第3期 = 2017年度、第4期）

登場回数 合計 2回
非公式戦優勝
- ABEMAトーナメント 1回
（第4回 = 2021年＜チーム藤井：藤井聡太、伊藤匠、高見泰地＞）

### 在籍クラス
| 開始 年度 | (出典)順位戦出典 | (出典)順位戦出典 | (出典)順位戦出典 | (出典)順位戦出典 | (出典)順位戦出典 | (出典)順位戦出典 | (出典)順位戦出典 | (出典)順位戦出典 | (出典)竜王戦出典 | (出典)竜王戦出典 | (出典)竜王戦出典 | (出典)竜王戦出典 | (出典)竜王戦出典 | (出典)竜王戦出典 | (出典)竜王戦出典 | (出典)竜王戦出典 | (出典)竜王戦出典 | (出典)竜王戦出典 |
| 開始 年度 | 期               | 名人             | A級              | B級              | B級              | C級              | C級              | 0                | 期               | 竜王             | 1組              | 2組              | 3組              | 4組              | 5組              | 6組              | 決勝 T           |                  |
| 開始 年度 | 期               | 名人             | A級              | 1組              | 2組              | 1組              | 2組              | 0                | 期               | 竜王             | 1組              | 2組              | 3組              | 4組              | 5組              | 6組              | 決勝 T           |                  |
| --- | ---------------- | ---------------- | ---------------- | ---------------- | ---------------- | ---------------- | ---------------- | ---------------- | ---------------- | ---------------- | ---------------- | ---------------- | ---------------- | ---------------- | ---------------- | ---------------- | ---------------- | ---------------- |
| 2011 | 70               | 四段昇段前       | 四段昇段前       | 四段昇段前       | 四段昇段前       | 四段昇段前       | 四段昇段前       | 四段昇段前       | 25               |                  |                  |                  |                  |                  |                  | 6組              | --               | 4-2              |
| 2012 | 71               |                  |                  |                  |                  |                  | C242             | 5-5              | 26               |                  |                  |                  |                  |                  |                  | 6組              | --               | 3-1/昇3-0        |
| 2013 | 72               |                  |                  |                  |                  |                  | C223             | 6-4              | 27               |                  |                  |                  |                  |                  | 5組              |                  | 0-1              | 5-0 (1位)        |
| 2014 | 73               |                  |                  |                  |                  |                  | C215             | 5-5              | 28               |                  |                  |                  |                  | 4組              |                  |                  | --               | 1-2              |
| 2015 | 74               |                  |                  |                  |                  |                  | C221             | 6-4              | 29               |                  |                  |                  |                  | 4組              |                  |                  | --               | 1-2              |
| 2016 | 75               |                  |                  |                  |                  |                  | C215             | 7-3              | 30               |                  |                  |                  |                  | 4組              |                  |                  | --               | 3-2              |
| 2017 | 76               |                  |                  |                  |                  |                  | C209             | 6-4              | 31               |                  |                  |                  |                  | 4組              |                  |                  | --               | 3-2              |
| 2018 | 77               |                  |                  |                  |                  |                  | C213             | 8-2              | 32               |                  |                  |                  |                  | 4組              |                  |                  | --               | 3-1/昇1-0        |
| 2019 | 78               |                  |                  |                  |                  |                  | C208             | 9-1              | 33               |                  |                  |                  | 3組              |                  |                  |                  | --               | 1-2              |
| 2020 | 79               |                  |                  |                  |                  | C130             |                  | 8-2              | 34               |                  |                  |                  | 3組              |                  |                  |                  | --               | 2-2              |
| 2021 | 80               |                  |                  |                  | B222             |                  |                  | 5-5              | 35               |                  |                  |                  | 3組              |                  |                  |                  | 1-1              | 4-0 (1位)        |
| 2022 | 81               |                  |                  |                  | B215             |                  |                  | 7-3              | 36               |                  |                  | 2組              |                  |                  |                  |                  | --               | 2-2              |
| 2023 | 82               |                  |                  |                  | B207             |                  |                  | 8-2              | 37               |                  |                  | 2組              |                  |                  |                  |                  | --               | 2-2              |
| 2024 | 83               |                  |                  | B112             |                  |                  |                  | 5-7              | 38               |                  |                  | 2組              |                  |                  |                  |                  | 0-1              | 3-1 (2位)        |
| 2025 | 84               |                  |                  | B110             |                  |                  |                  | -                | 39               |                  | 1組              |                  |                  |                  |                  |                  | --               | -                |
| 順位戦、竜王戦の 枠表記 は挑戦者。右欄の数字は勝-敗(番勝負/PO含まず)。 順位戦の右数字はクラス内順位 ( x当期降級点 / *累積降級点 / +降級点消去 ) 順位戦の「F編」はフリークラス編入 /「F宣」は宣言によるフリークラス転出。 竜王戦の 太字 はランキング戦優勝、竜王戦の 組(添字) は棋士以外の枠での出場。 |                  |                  |                  |                  |                  |                  |                  |                  |                  |                  |                  |                  |                  |                  |                  |                  |                  |                  |

### 年度別成績
| 年度             | 対局数 | 勝数 | 負数 | 勝率   | (出典) | 通算成績 | 通算成績 | 通算成績 | 通算成績 | 通算成績 |
| ---------------- | ------ | ---- | ---- | ------ | ------ | -------- | -------- | -------- | -------- | -------- |
| 2011年度         | 6      | 1    | 5    | 0.1666 | [ 34 ] | 対局数   | 勝数     | 負数     | 勝率     | (出典)   |
| 2012年度         | 41     | 26   | 15   | 0.6341 | [ 35 ] |          |          |          |          |          |
| 2013年度         | 42     | 27   | 15   | 0.6428 | [ 36 ] |          |          |          |          |          |
| 2014年度         | 36     | 18   | 18   | 0.5000 | [ 37 ] |          |          |          |          |          |
| 2015年度         | 36     | 21   | 15   | 0.5833 | [ 38 ] |          |          |          |          |          |
| 2016年度         | 43     | 27   | 16   | 0.6279 | [ 39 ] |          |          |          |          |          |
| 2017年度         | 50     | 36   | 14   | 0.7200 | [ 40 ] |          |          |          |          |          |
| 2018年度         | 35     | 24   | 11   | 0.6857 | [ 41 ] |          |          |          |          |          |
| 2019年度         | 41     | 21   | 20   | 0.5121 | [ 42 ] |          |          |          |          |          |
| 2020年度         | 37     | 22   | 15   | 0.5945 | [ 43 ] |          |          |          |          |          |
| 2011-2020 (小計) | 367    | 223  | 144  |        |        | 通算成績 | 通算成績 | 通算成績 | 通算成績 | 通算成績 |
| 年度             | 対局数 | 勝数 | 負数 | 勝率   | (出典) | 対局数   | 勝数     | 負数     | 勝率     | (出典)   |
| 2021年度         | 31     | 18   | 13   | 0.5806 | [ 44 ] | 398      | 241      | 157      | 0.6055   | [ 45 ]   |
| 2022年度         | 40     | 26   | 14   | 0.6500 | [ 46 ] | 438      | 267      | 171      | 0.6095   | [ 47 ]   |
| 2023年度         | 41     | 28   | 13   | 0.6829 | [ 48 ] | 479      | 295      | 184      | 0.6158   | [ 49 ]   |
| 2024年度         | 36     | 18   | 18   | 0.5000 | [ 50 ] | 515      | 313      | 202      | 0.6077   | [ 51 ]   |
| 2021-2024 (小計) | 148    | 90   | 58   |        |        |          |          |          |          |          |
| 通算             | 515    | 313  | 202  | 0.6077 | [ 51 ] |          |          |          |          |          |
| 2024年度まで     |        |      |      |        |        |          |          |          |          |          |

## 出演

### テレビ
- 将棋フォーカス（2019年4月 - 2022年3月、NHK Eテレ） - MC担当

### ゲーム
- 千里の棋譜～現代将棋ミステリー～（2020年2月27日、KEMCO、ミスタ・ストーリーズ）※PS4/Nintendo Switch/PC（Steam）用ソフト、推理ゲーム